# Fly to the Rainbow
Fly to the Rainbow е вторият студиен албум на германската рок група „Скорпиънс“, издаден през 1974 г. от „Ар Си Ей Рекърдс“. Започването по работата на албума е съпроводено с трудности, още когато през юни 1973 г. китаристът Майкъл Шенкер напсука, за да се присъедини към британците от „Ю Еф Оу“, което налага по-големият му брат, Рудолф Шенкер да предложи на Улрих Джон Рот да помогне с оставащите изпълнения от турнето Lonesome Crow Tour. Скоро след това, съставът който записва Lonesome Crow се разпада и Рудолф Шенкер си сътрудничи за известно време с групата на Улрих Джон Рот, „Дон Роуд“, в която няма певец и той предлага Клаус Майне за такъв. Въпреки че имат повече музиканти от „Дон Роуд“, отколкото от „Скорпиънс“, те избират да продължат да използват името на „Скорпиънс“, защото вече имат известно признание в страната си.
В съвместна продукция на „Скорпиънс“ и Франк Борнеман, основател на „Елой“, новото звучене бележи началото на техния класически хардрок период, въпреки че в някои песни поддържат все още стила на предишния им албум. Fly to the Rainbow установява два аспекта, които определят процеса на композиране на следващите им три студийни албуми, от една страна песни, написани в сътрудничество между Рудолф Шенкер и Клаус Майне, а от друга, формирането на Улрих Джон Рот като самостоятелен изпълнител и творец. След излизането в продажба, албумът не получава почти никакво внимание на западните пазари, за разлика от Япония, където влиза в националната музикална класация. От друга страна, той получава положителни отзиви от някои критици, които го виждат като мост между предишния им звук и този, който ще създадат по-късно.
Fly to the Rainbow, е първото издание на „Скорпиънс“, което попада в някоя от международните класации за албуми. Това се случва две години след официалното му издаване, когато през 1976 г. е издаден в Япония и заема № 83 в официалната класация там. Също, както и при дебютния им албум, композиции от този се изпълняват изключително рядко на живо и то предимно в началото на кариерата им. След края на 70-те години на 20-и век, с малки изключения „Скорпиънс“ спират да включват песни от албума в концертите си, като едно от най-известните от тях е това от 2006 г. когато Speedy's Coming е изпълнена на фестилава във Вакен, Германия, заедно с Улрих Джон Рот.

## Описание
След издаването на Lonesome Crow през 1972 г., „Скорпиънс“ тръгват на промоционално турне, което им позволява да свирят в различни клубове и фестивали в тогавашна Западна Германия. През юни 1973 г. те трябва да подгравят „Ю Еф Оу“, но участието им, е почти отменено, когато китаристът на британците Бърни Марсдън забравя паспорта си. За да може все пак „Ю Еф Оу“ да изпълнят ангажиментите си, групата иска помощ от Майкъл Шенкер, чиято работа, е харесана от вокалиста им Фил Мог, който го убеждава и да се присъедини към „Ю Еф Оу“ като официален член. След като обсъжда това с брат си Рудолф Шенкер, Майкъл приема, като вярва, че работата му в Обединеното кралство ще подобри допълнително неговата кариерата.
Напускането на Майкъл, принуждава Рудолф Шенкер да се обърне към своя приятел Улрих Джон Рот, за да им помогне с оставащите изпълнения и първият им концерт се състои на 29 юни 1973 г. на фестивал във Вехта, с което той губи договора си с „Брейн Рекърдс“. Ентусиазиран от работата си с Улрих Джон Рот, Рудолф Шенкер участва в репетициите на неговата група „Дон Роуд“, в която участва още Франсис Буххолц (бас), Юрген Розентал (барабани) и Ахим Киршнинг (клавиши). Групата обаче, е без певец и Рудолф Шенкер убеждава Клаус Майне да се присъедини към тях. Въпреки че имат повече музиканти от „Дон Роуд“ отколкото „Скорпиънс“ в състава си, те избират да продължат да използват последното име, защото то вече има известно признание в Германия.

## Композиране и записване
Групата, веднъж преструктурирана, подписва договор за пет албума с „Ар Си Ей Рекърдс“ и скоро след това започват записите на новия си албум в „Мюзикленд Студиос“ в Мюнхен, с помощта на звуковия инженер Райнхолд Мак. Първоначално групата е оставена да отговаря сама за продукцията, но поради липса на опит, звукозаписната компания наема Франк Борнеман от „Елой“ като съвместен продуцент. Улрих Джон Рот казва, че в определен момент това им помага, защото действа като посредник за работата с Райнхолд Мак, но въпреки това, няма работеща химия. Франк Борнеман прави смесването и оставя звука на гласа твърде нисък, но въпреки несъгласието на „Скорпиънс“, музикалната компания не обръща внимание. Улрих Джон Рот отбеляза, че „той (Борнеман) има определено предпочитание“. Недоволни, Улрих Джон Рот и Рудолф Шенкер отнасат касетите в студио „Мушен“ в Зеетал и коригират проблема. Улрих Джон Рот разказва, че всичко е направено за много кратко време, може би седмица, през април 1974 г.
Процесът на композиране установява два аспекта, които определят процесите по създаването на следващите им албуми, от една страна песните, написани предимно от Рудолф Шенкер и Клаус Майне, а от друга, тези създавани от Улрих Джон Рот. Албумът започва със Speedy's Coming, хардрок песен, която създава „запазената марка“ на групата и установява звученето им по това време. Критикът Мартин Попоф посочва, че това е единствената композиция, определена на 100% като хардрок, тъй като за разлика от нея, албумът поддържа известни заемки от дебютната им продукция. В продължение на рецензията си, той пише за They Need a Million, че структура ѝ, е подобна на испанска песен, въпреки че в най-тежката ѝ част има кратък метъл предвестник на Steamrock Fever, песен от петия им албум Taken by Force (1977). Според Мартин Попоф Drifting Sun, е първата композиция на Улрих Джон Рот, с включени елементи, напомнящи за „Джими Хендрикс Икспириънс“ и „Крийм“, където барабаните на Юрген Розентал са „огромни“. Fly People Fly, е позиционирана като първата „мощна балада“ на „Скорпиънс“, която е бавна, спокойна и с драматична структура в куплетите, но в припева ритъмът се увеличава към „тежък рок“. Това е и първата от трите композиции с участието на Майкъл Шенкер, като съкомпозитор, другите две са Far Away и Fly to the Rainbow. Улрих Джон Рот казва, че част от тях са написани след издаването на Lonesome Crow и след промените в състава ги използват като основа.
This is My Song, е смятана от Мартин Попоф за „нахален и мощен поп рок“, примесен с „прогресивен уклон“ и включва две китари, където двамата китаристи имат водеща роля в солото, напомнящо на „Тин Лизи“ и дори на по-късните „Айрън Мейдън“. Far Away от своя страна, има самотен и фантастичен тон, който също се връща към дебютния им албум. Последната песен, Fly to the Rainbow, продължава около десет минути и има еклектика от елементи и „някои сериозни претенции на арт рок (испански китари, разказ за убития космически шаман на Рот и т.н.), но в крайна сметка е компенсирана от нейните неустоими мелодични теми, препратени към Буря и натиск“. В същото време са включени нотки на фолк, много прогресив и няколко двойни китари с „тъжен характер“.

## Издаване и представяне
Fly to the Rainbow е издаден на 1 ноември 1974 г. чрез „Ар Си Ей Рекърдс“ и не получава никакво внимание на западните пазари. Въпреки това, когато е издаден в Япония през 1976 г., той достига № 83 в националата класация в страната. Поради тази причина, звукозаписната компания избира да издаде Speedy's Coming като сингъл само тази страна и промоионално в Съединените американски щати. Години по-късно, организацията „Световни европейски награди“ присъжда платинен статус на Fly to the Rainbow, представляващ един милион продадени копия по целия свят.
За представянето му, групата тръгва на обширно турне, наречено Fly to the Rainbow Tour, което ѝ позволява да свири в различни градове в страната си и да дебютира в чужбина с изпълнения във Франция, Белгия, Люксембург и Нидерландия. По това време, барабанистът Юрген Розентал вече не е част от групата, поради ангажиментите си в армията. Последният концерт с него, е последният от турнето на Lonesome Crow Tour, проведен на 30 април 1974 г. За да го заместят, те наемат Доби Фенсър, но участието му в „Скорпиънс“ продължава само няколко месеца, тъй като той напуска, за да прекарва време с приятелката си и последният етап от турнето е направено с белгийския барабанист Руди Ленърс.

## Обложката
Обложката е създадена от хамбургската дизайнерска фирма „Ко Дизайн/Дирихс“, която създава и тази на Lonesome Crow. На нея е показан мъж с чифт обувки с перки на сив фон. Улрих Джон Рот заявява в интерю: „Не ме питайте, какво означава тази обложка...аз не я харесвах от самото начало. Тогава изглеждаше нелепа за мен, и днес изглежда също толкова лошо. Тя беше направена от една дизайнерска фирма в Хамбург, които действително бяха свършили добра работа за Lonesome Crow, но мисля, че този път не успяха. Що се отнася до смисъла, мога само да предполагам, но бих предпочел да не го правя...“ Той прави опити да убеди другите да я сменят с картина, направена от Юрген Розентал, но Рудолф Шенкер му каза, че това не зависи от тях.

## Изпълнения на живо
Пет песни от Fly to the Rainbow са изпълнявани на живо редовно от „Скорпиънс“ по време на турнетата Fly to the Rainbow Tour и In Trance Tour (в подкрепа на следващия албум им In Trance), това са заглавната Fly to the Rainbow, Speedy's Coming, They Need a Million и по-рядко This Is My Song и Drifting Sun. Версиите записани на живо на Speedy's Coming и Fly to The Rainbow са включени в албума Tokyo Tapes, записан през април 1978 г. в Япония. Въпреки това, групата изважда тези песни от списъка с концертните си изяви в периода 1980 г. – 1999 г. и нищо от Fly to the Rainbow не се изпълнява от „Скорпиънс“ през тези години. След еднократно изпълнение на They Need a Million на 7 юни 1999 г. в Люксембург, Speedy's Coming е изпълнена на няколко пъти между 2000 г. – 2008 г. и с относителна честота „Скорпиънс“ я включват в концертите си в периода 2015 г. – 2019 г.
Повече от три десетилетия след издаването на Fly to the Rainbow, песента Speedy's Coming е предварително избрана след интернет гласуване от феновете на групата да присъства сред изпълнените на концерта във Вакен през 2006 г., част от световното концертно турне Unbreakable Tour, където Улрих Джон Рот партнира на останалите членове на „Скорпиънс“. Записът е включен в издадения видео албум Live at Wacken Open Air.

## Оценки и възприемане
Fly to the Rainbow получава положителни отзиви от специализираната преса, като е определен за мост между дебютния им албум и последвалото им звучене. Едуардо Ривадавия от „Олмюзик“ пише, че с този запис те „започват да установяват характерния си хардрок звук, като същевременно прогонват последните им психеделични хипи тенденции“ и нарича вокалите на Улрих Джон Рот и Рудолф Шенкер „слаби“ в песента Drifting Sun. Той признава, че албумът „е още един опит за растеж за групата“. В ревюто си за „Ултимейт Класик Рок“, Едуардо Ривадавия коментира: „Не беше перфектно, но този проект очевидно беше напълно уважаван и на моменти много впечатляващ мост за група, която наскоро се оказа на ръба на пълната забрава.“ През 2015 г. той класира Fly to the Rainbow на осмо място в списъка си с албуми на „Скорпиънс“ от най-лошия до най-добрия. В подобна оценка Малкълм Доум от „Класик Рок“ поставя албума на позиция № 12, отбелязвайки, че: „Тук „Скорпиънс“, както ги познаваме, наистина започнаха (...) Това беше британски хардрок, но с индивидуален привкус. Никой друг не звучеше така.“
Критикът Мартин Попоф споменава, че по това време обложката му е абсурдната и се разглежда като краутрок албум, въпреки че не е, и че като цяло албумът е подкрепя идеята, че германските групи от онова време могат да се придържат към хардрок. В своята рецензия от 1976 г. за „Питсбъррг Прес“, Пийт Бишоп отбелязва „високият и качествен глас“ на Клаус Майне и нарича Speedy's Coming, Fly People Fly и Drifting Sun най-добрите песни. Освен това той коментира, че „инструменталните (части) често са по-малко, отколкото биха могли да бъдат (те са предимно шум на Drifting Sun), но това може да се промени. И ако стане, направете място за „Скорпиънс“. Списание „Кешбокс“ споменава, че това е „твърда атака с текстурирана мелодична долна страна“, в която хевиметълът на групата е „подпомогнат от някои добре подбрани рифове, тъй като китарните съкращения вървят непрекъснато в резки обръщания (...)“.

## Списък с песните
Страна едно
1. Speedy's Coming (Рудолф Шенкер, Клаус Майне) – 3:33
2. They Need a Million (Рудолф Шенкер, Клаус Майне) – 4:50
3. Drifting Sun (Улрих Джон Рот) – 7:40
4. Fly People Fly (Майкъл Шенкер, Клаус Майне) – 5:02

Страна две
1. This is My Song (Рудолф Шенкер, Клаус Майне) – 4:14
2. Far Away (Рудолф Шенкер, Майкъл Шенкер, Клаус Майне) – 5:39
3. Fly to The Rainbow (Майкъл Шенкер, Улрих Джон Рот) – 9:32

## Състав
| - Клаус Майне – вокали - Рудолф Шенкер – ритъм китара, задни и основни вокали на Drifting Sun и They Need a Million - Улрих Джон Рот – основна китара, задни и основни вокали на Drifting Sun и Fly to the Rainbow - Юрген Розентал – барабани - Франсис Буххолц – бас и хор - Ахим Киршинг – клавиши, мелотрон и орган Източник на информацията: Обложката на оригиналното издание на „Ар Си Ей Рекърдс“. | - „Скорпиънс“ и Франк Бернеман – продукция - „Уендрис Студио“ – дизайн на обложката - Райнхолд Мак и Хорст Андричке – звуково инженерство |

## Позиция в класациите
| Класация | Година | Най-висока позиция |
| -------- | ------ | ------------------ |
| Япония   | 1976   | 83                 |

## Сертификати
| Сертифициращ орган          | Сертификат | Сертифицирани продажби | Източник |
| --------------------------- | ---------- | ---------------------- | -------- |
| Световни европейски награди | Платинен   | 1 000 000              | [ 17 ]   |

## Цитати
1. ↑  Popoff 2016, с. 8.
2. ↑  Popoff 2016, с. 9.
3. ↑  Popoff 2016, с. 11 и 19.
4. 1 2 3  Popoff 2016, с. 11 и 12.
5. ↑  Popoff 2016, с. 12.
6. ↑  Popoff 2016, с. 17 и 18.
7. ↑  Popoff 2016, с. 24 и 31.
8. 1 2 3  Popoff 2016, с. 16.
9. 1 2 3  Rivadavia, Eduardo. Why the Scorpions’ ‘Fly to the Rainbow’ Pointed to Bigger Success //   ultimateclassicrock.com, 2014-11-02. Посетен на 2023-01-10. (на английски)
10. 1 2 3  Popoff 2016, с. 17.
11. 1 2 3 4  Popoff 2016, с. 18.
12. 1 2  ALBUM DETAILS Fly to the Rainbow //  Discography.   the-scorpions.com. Посетен на 2020-02-14. (на английски)
13. 1 2 3  Popoff 2016, с. 19.
14. 1 2  SCORPIONS Discography //  1973-1977.   rockdetector.com.  Архивиран от оригинала на 2007-12-28. Посетен на 2023-01-10. (на английски)
15. ↑  Scorpions Albums sales and chart positions in Japan. //  Japanese Charts-The Archives.   ukmix.org, 2016-04-04.  Архивиран от оригинала на 2016-04-04. Посетен на 2023-01-11. (на английски)
16. ↑  Scorpions – Speedy's Coming //  Scorpions.   discogs.com. Посетен на 2023-01-10. (на английски)
17. 1 2  Scorpions/Flty to the Rainbow WWA (World Wide Europe Awards) platinum record award //    Архивиран от оригинала на 2013-12-14. Посетен на 2023-01-10. (на английски)
18. ↑  FLY TO THE RAINBOW TOUR //  Live.   the-scorpions.com. Посетен на 2023-01-10. (на английски)
19. ↑  Popoff 2016, с. 20.
20. ↑  Wright, Jeb. Uli Jon Roth: Surviving the Scorpions Sting //   classicrockrevisited.com, 2006 – 04.  Архивиран от оригинала на 2007-06-13. Посетен на 12 март 2011. (на английски)
21. ↑  Popoff 2016, с. 13.
22. 1 2  Scorpions Albums total //  All Setlists.   setlist.fm. Посетен на 2020-02-19. (на английски)
23. ↑  Scorpions Songs played total //  All Setlists.   setlist.fm. Посетен на 2020-02-19. (на английски)
24. ↑  Scorpions Setlist at Hauptstrasse, Wacken, Germany, AUG 3 2006 //  Scorpions.   setlist.fm. Посетен на 2023-01-11. (на английски)
25. 1 2  Rivadavia, Eduardo. AllMusic Review by Eduardo Rivadavia //  Album Overview.   allmusic.com. Посетен на 2020-02-14. (на английски)
26. ↑  Larkin 2006, с. 1976.
27. ↑  Rivadavia, Eduardo. Scorpions Albums Ranked Worst to Best //   ultimateclassicrock.com, 2015-09-18. Посетен на 2023-01-11. (на английски)
28. ↑  Dome, Malcolm. Every Scorpions album ranked from worst to best //  Classic Rock.   loudersound.com, 2022-05-11. Посетен на 2023-01-11. (на английски)
29. ↑  Bishop, Pete. Company Corrects its Flaws //   The Pittsburgh Press, 1976-03-07. Посетен на 2023-01-11. (на английски)
30. ↑  FLY TO THE RAINBOW — Scorpions — RCA PPL 14025 - Producers: Scorpions - List: 6.98 //  Album reviews.   Cashbox, 1976-01-24. Посетен на 2023-01-11. (на английски)
31. 1 2 3  Scorpions – Fly To The Rainbow //  Scorpions.   discogs.com. Посетен на 2023-01-11. (на английски)